# Amda Seyon II
Amda Seyon II, död 1494, var kejsare av Etiopien mellan maj 1494 och oktober 1494.